# 다중밀집사고

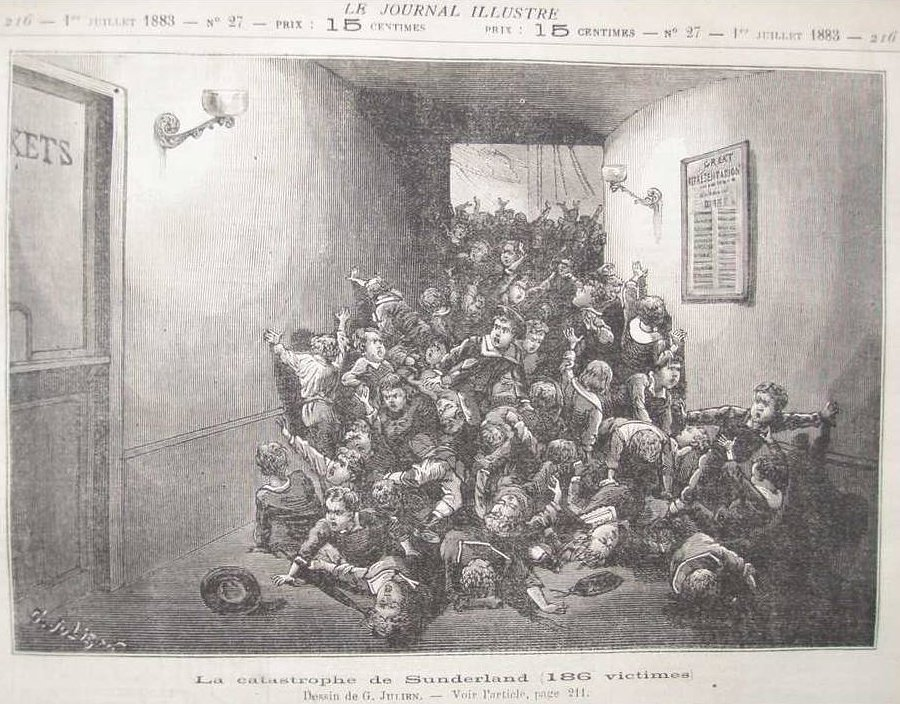
1883년 빅토리아홀 참사(183명 사망).

다중밀집사고(多衆密集事故, 영어: human stampede, crowd collapses)란 여러명의 군중이 넘어지는 등 사람이 서로를 압박하게 되면서 사람이 사람을 깔아 죽게 만들거나 부상을 입히는 사고이다. 흔히 압사 사고라고 하지만 사망자 없이 중상으로 끝난 경우를 포함할 수 없고 미군 장갑차에 의한 중학생 압사 사건처럼 기계에 깔려 압사한 경우도 포함되어 의미가 조금 다르다.

## 사례
- 1941년 6월 6일 (중화인민공화국): 충칭 대공습 당시 1,000명이 자오창커우 터널에서 짓밟힘 사고로 목숨을 잃었다.
- 1953년 3월 5일 (소련 모스크바): 이오시프 스탈린 장례식 짓밟힘 사고로 알려지지 않은 수의 사람들이 짓밟힘 사고로 사망했다.
- 1989년 4월 15일 (잉글랜드 사우스요스켜주 셰필드): 힐즈버러 참사로 97명이 사망하고 766명이 다쳤다.
- 2001년 7월 21일 (일본 효고현 아카시시): 아카시 불꽃축제 압사 사고로 11명이 사망하고 183명이 상해를 입었다.[2]
- 2010년 7월 24일 (독일): 러브 퍼레이드 압사 참사로 21명이 사망하고 500명 이상이 상해를 입었다.
- 2014년 12월 31일 (중화인민공화국 상하이): 2014년 상하이 압사 사고로 36명이 사망하고 47명이 상해를 입었다.
- 2015년 9월 24일 (사우디아라비아 메카): 2015년 하즈 압사 사고로 2,177명이 사망하고 934명이 상해를 입었다.
- 2021년 11월 5일 (미국 텍사스주 휴스턴): 아스트로월드 페스티벌 압사 사고로 8명이 사망하고 300명이 상해를 입었다.
- 2022년 10월 1일 (인도네시아 동자와주): 칸주루한 스타디움 참사로 133명이 사망하고 583명이 상해를 입었다.
- 2022년 10월 29일 (대한민국 서울특별시 용산구 이태원동): 이태원 압사 사고로 인해 156명이 사망하고 152명이 상해를 입었다.